# سامر سالم
سامر سالم (عربی: سامر سالم؛ زادهٔ ۲ نوامبر ۱۹۹۲) یک ورزشکار اهل عربستان سعودی است.
از باشگاه‌هایی که در آن بازی کرده‌است می‌توان به باشگاه فوتبال الاهلی عربستان سعودی و باشگاه فوتبال الرائد عربستان سعودی اشاره کرد.